# أدريانا أوزوريس
أدريانا أوزوريس (بالإسبانية: Adriana Ozores Muñoz)‏ هي ممثلة إسبانية، ولدت في 22 مايو 1959 بمدريد في إسبانيا.

## وصلات خارجية
- أدريانا أوزوريس على موقع IMDb (الإنجليزية)
- أدريانا أوزوريس على موقع ألو سيني (الفرنسية)
- أدريانا أوزوريس على موقع ميوزك برينز (الإنجليزية)
- أدريانا أوزوريس على موقع تيرنر كلاسيك موفيز (الإنجليزية)
- أدريانا أوزوريس على موقع أول موفي (الإنجليزية)
- أدريانا أوزوريس على موقع قاعدة بيانات الفيلم (الإنجليزية)
- أدريانا أوزوريس على موقع كينوبويسك (الروسية)